# Семёновка (Ичалковский район)
Семёновка — упразднённый посёлок в Ичалковском районе Республики Мордовия России. Входил в состав Смольненского сельского поселения. Исключен из учётных данных в 2007 году.

## География
Располагался в 3,5 км к западу от окраины поселка Калыша.

## История
Основан в 1923 году переселенцами из села Ичалки. В 1931 году состоял из 8 дворов, входил в состав Ново-Ичалковского сельсовета.

## Население
| 2002 | 2010 |
| ---- | ---- |
| 3    | ↘0   |

Национальный состав
Согласно результатам переписи 2002 года, в национальной структуре населения мордва-эрзя составляли 100 %